# Chizuko Ueno
Chizuko Ueno (japanska: 上野千鶴子?, Ueno Chizuko), född 19 december 1950 i Kamiichi, är en japansk feminist och sociolog som har bidragit till genusforskning i Japan.
Ueno tog en kandidatexamen i Sociologi vid University of Tokyo 1974 och fortsatte med en masterexamen 1976 och en doktorsexamen 1980. Efter avslutad utbildning arbetade Ueno som forskare vid Institutet för samhällsvetenskap vid Tokyos universitet, där hon blev intresserad av genus som hon studerat ur ett socialkonstruktivistiskt perspektiv.
Ueno är mest känd för sitt pionjärarbete om begreppet "god hustru, klok mor" (ryōsai kenbo) i det japan, som hon har analyserat i förhållande till moderniseringen av Japan och kvinnornas förändrade roller i landet. Hon har också skrivit mycket om skärningspunkten mellan kön, etnicitet och nationalitet i Japan, liksom om frågor som rör reproduktiva rättigheter och moderskap.
Utöver sitt akademiska arbete har Ueno varit en aktiv deltagare i den feministiska rörelsen i Japan och arbetat för att öka medvetenheten om kvinnofrågor i landet. Hon har varit ordförande för Japan Association of Gender and Law och har varit medlem i olika organisationer som arbetar för jämställdhet, bland annat Japan Women's Studies Association och Japan Association for the Study of Sexuality.
Uenos arbete har fått ett brett erkännande och hon har fått många utmärkelser för sina bidrag till genusforskning. År 2000 tilldelades hon Order of the Rising Sun, Gold and Silver Star, av den japanska regeringen för sitt arbete inom genusvetenskap och sina insatser för att främja jämställdhet i Japan.